# Robinsonia transducens
Robinsonia transducens är en fjärilsart som beskrevs av Adalbert Seitz 1921. Robinsonia transducens ingår i släktet Robinsonia och familjen björnspinnare. Inga underarter finns listade.